# Servi Corneli Maluginense (mestre de la cavalleria)
Servi Corneli Maluginense (en llatí: Servius Cornelius Ser. F. M. N. Maluginensis) va ser magister equitum del dictador Tit Quint Penne Capitolí Crispí el 361 aC i s'encarregà de dirigir la guerra contra els gals.